# Plăieșii de Sus, Harghita

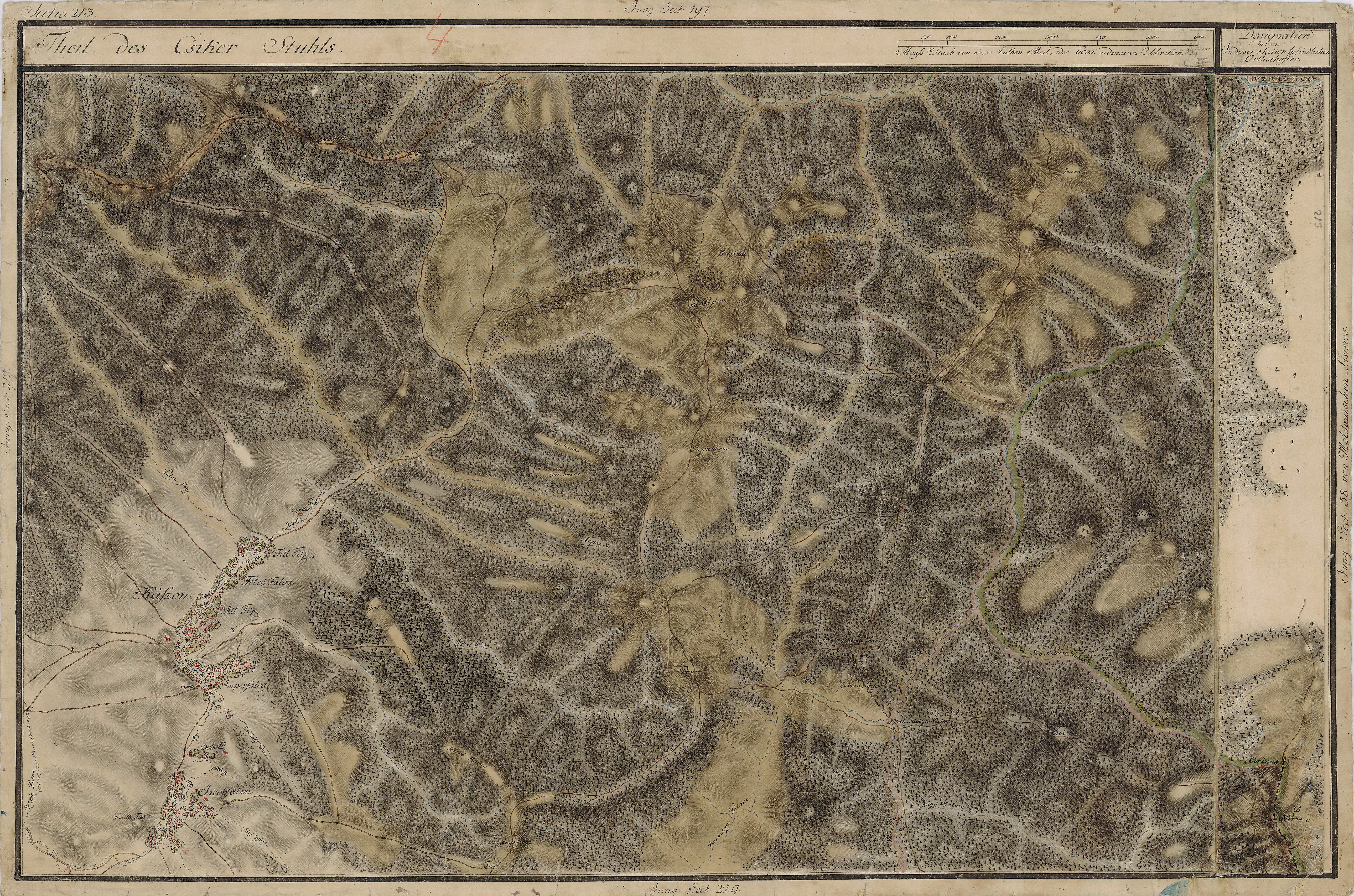
Plăieșii de Sus în Harta Iosefină a Transilvaniei, 1769-1773

Plăieșii de Sus (maghiară Kászonfeltíz) este un sat în comuna Plăieșii de Jos din județul Harghita, Transilvania, România.

 Acest articol despre o localitate din județul Harghita este deocamdată un ciot. Puteți ajuta Wikipedia prin completarea lui.